# Thuốc lợi tiểu
Thuốc lợi tiểu (tiếng Anh: diuretics) là bất kỳ chất nào làm tăng sản xuất nước tiểu. Tất cả các thuốc lợi tiểu đều làm tăng bài tiết nước ra khỏi cơ thể qua thận. Có nhiều loại thuốc lợi tiểu khác nhau, mỗi loại có cơ chế và vị trí tác động trên nephron khác nhau. Ngược lại, thuốc chống bài niệu, chẳng hạn vasopressin (hormone chống bài niệu), là tác nhân làm giảm bài tiết nước qua nước tiểu.
Nhiều lại thuốc lợi tiểu tác động bằng cách làm tăng nồng độ Na+ trong dịch lọc (thường bằng cách giảm tái hấp thu) vì Na+ là chất tan chính để "kéo" nước vào lòng ống. Tương tự, các chất tan như glucose (tăng trong bệnh nhân tiểu đường) và mannitol cũng có tác dụng lợi tiểu, gọi là lợi tiểu thẩm thấu. 

## Sử dụng trong y tế
Trong y tế, thuốc lợi tiểu được dùng để điều trị suy tim, xơ gan, tăng huyết áp, cúm, ngộ độc nước và một số bệnh thận. Một số thuốc lợi tiểu,  như acetazolamide làm kiềm hóa nước tiểu và có ích trong việc tăng bài tiết các thuốc tan trong kiềm như aspirin trong trường hợp quá liều hoặc ngộ độc. Thuốc lợi tiểu đôi khi bị lạm dụng bởi những người mắc chứng rối loạn ăn uống, đặc biệt là những người mắc chứng ăn vô độ, để giảm cân.
Tác dụng hạ huyết áp của một số thuốc lợi tiểu (đặc biệt là thuốc lợi tiểu thiazide và thuốc lợi tiểu quai) không phụ thuộc vào tác dụng lợi tiểu của chúng.   Nghĩa là, việc giảm huyết áp không phải do thể tích máu giảm do tăng sản xuất nước tiểu mà xảy ra thông qua các cơ chế khác và ở liều thấp hơn liều cần thiết để tạo ra tác dụng lợi tiểu. Indapamide được thiết kế đặc biệt với mục đích này và có phạm vi điều trị rộng hơn đối với bệnh tăng huyết áp (không có nhiều tác dụng lợi tiểu) so với hầu hết các thuốc lợi tiểu khác. 

### Thuốc lợi tiểu quai
Thuốc lợi tiểu quai có tác dụng lợi tiểu mạnh – lên đến 20%  lượng NaCl (muối) và nước đã lọc. Con số này lớn hơn nhiều so với quá trình tái hấp thu natri bình thường ở thận, chỉ để lại khoảng 0,4% natri đã lọc trong nước tiểu. Vì vầy, thuốc lợi tiểu quai còn được gọi là thuốc lợi tiểu tác dụng mạnh (high-ceiling). 
Thuốc lợi tiểu quai, chẳng hạn như furosemide, ức chế khả năng tái hấp thu natri của cơ thể tại nhánh lên (hay cành dày) của quai Henle trong nephron bằng cách tác động lên kênh NCCK2. Những ví dụ khác về thuốc lợi tiểu quai tác dụng mạnh bao gồm axit ethacrynic và torasemide . 

### Thuốc lợi tiểu thiazide
Các thuốc lợi tiểu thiazide (ví dụ như hydroclorothiazide) và giống thiazide tác động lên ống lượn xa bằng cách ức chế NCC (đồng vận Na+ và Cl-). 
Ngoài tác dụng lợi tiểu, thuốc thiazide còn có tác dụng hạ huyết áp ngắn hạn vì chúng làm giảm tiền tải. Tác dụng hạ huyết áp dài hạn của chúng là do giãn mạch qua một cơ chế không rõ.

### Chất ức chế anhydrase cacbonic (CAIs)
Thuốc ức chế anhydrase carbonic ức chế enzyme anhydrase carbonic có trong ống lượn gần. Điều này dẫn đến một số tác động bao gồm tích tụ bicarbonate trong nước tiểu và giảm hấp thu natri. Các loại thuốc trong nhóm này bao gồm acetazolamide và methazolamide . 
Đây là thuốc lợi tiểu không thúc đẩy bài tiết kali vào nước tiểu; do đó, kali được giữ lại và không bị mất nhiều như các thuốc lợi tiểu khác.  Thuật ngữ "giữ kali" là để mô tả hiệu quả chứ không thể hiện cơ chế hay vị trí tác động. Có hai nhóm thuốc thuộc loại này.
- Thuốc đối vận aldosterone: spironolactone cạnh tranh trực tiếp aldosterone ở thụ thể của nó. Aldosterone có tác dụng tăng số lượng kênh natri (ENaC) ở ống góp và đoạn cuối ống lượn xa. Các tác nhân tương tự là eplerenone và kali canreonate . [ cần trích dẫn ]
- Thuốc chẹn kênh natri biểu mô: amiloride và triamterene ức chế trực tiếp kênh ENaC. [ cần trích dẫn ]

### Thuốc lợi tiểu giữ canxi
Thuốc lợi tiểu thiazid và giữ kali được coi là thuốc lợi tiểu giữ canxi.  Ngược lại, thuốc lợi tiểu quai làm bài tiết canxi tăng đáng kể.  Điều này có thể làm tăng nguy cơ giảm mật độ xương. 

### Thuốc lợi tiểu thẩm thấu
Thuốc lợi tiểu thẩm thấu (ví dụ: mannitol) là những chất làm tăng áp suất thẩm thấu nhưng khả năng thấm qua tế bào biểu mô ống thận lại hạn chế. Chúng hoạt động chủ yếu bằng cách mở rộng thể tích dịch ngoại bào và thể tích huyết tương, do đó tăng lưu lượng máu đến thận, đặc biệt là các mao mạch quanh ống thận. Điều này làm giảm nồng độ thẩm thấu ở tủy thận, và do đó làm suy yếu khả năng cô đặc nước tiểu ở quai Henle (vốn thường sử dụng gradient thẩm thấu và chất tan cao để vận chuyển chất tan và nước). Hơn nữa, khả năng thấm qua tế bào biểu mô ống thận hạn chế còn làm tăng áp suất thẩm thấu và do đó tăng giữ nước trong dịch lọc.
Glucose, giống như mannitol, là một loại đường có thể hoạt động như một chất lợi tiểu thẩm thấu. Không giống như mannitol, glucose luôn có sẵn trong máu. Tuy nhiên, trong một số tình trạng, chẳng hạn như bệnh tiểu đường, nồng độ glucose trong máu ( tăng đường huyết ) vượt quá khả năng tái hấp thu tối đa của thận. Khi điều này xảy ra, glucose vẫn còn trong dịch lọc, dẫn đến tình trạng giữ nước thẩm thấu trong nước tiểu. Glucose niệu gây mất nước nhược trương và Na +, dẫn đến tình trạng ưu trương với các dấu hiệu giảm thể tích như niêm mạc khô, hạ huyết áp, nhịp tim nhanh và giảm độ căng của da. Việc sử dụng một số loại thuốc, đặc biệt là thuốc kích thích, cũng có thể làm tăng lượng đường trong máu và do đó làm tăng lượng nước tiểu.  .

### Thuốc lợi tiểu tác dụng yếu
Thuốc thiazide được xem là thuốc có tác dụng yếu. 

## Cơ chế hoạt động
Nhìn chung, các thuốc lợi tiểu hoạt động bằng cách ức chế kênh vận chuyển Natri ở các đoạn khác nhau của ống thận (làm giảm tái hấp thu), hoặc ức chế hormone chống lợi niệu (ADH hoặc Aldosterone). Một số thuốc lợi tiểu có tác dụng hạ huyết áp qua một cơ chế chưa rõ. 
| Các thuốc lợi tiểu phổ biến và cơ chế hoạt động     | Các thuốc lợi tiểu phổ biến và cơ chế hoạt động                           | Các thuốc lợi tiểu phổ biến và cơ chế hoạt động                                                | Các thuốc lợi tiểu phổ biến và cơ chế hoạt động    |
| Loại                                                | Ví dụ                                                                     | Cơ chế                                                                                         | Vị trí (đánh số theo khoảng cách dọc theo nephron) |
| --------------------------------------------------- | ------------------------------------------------------------------------- | ---------------------------------------------------------------------------------------------- | -------------------------------------------------- |
| Ethanol                                             | rượu bia                                                                  | ức chế tiết ADH                                                                                |                                                    |
| Nước                                                |                                                                           | ức chế tiết ADH                                                                                |                                                    |
| Muối acid hóa                                       | calcium chloride, ammonium chloride                                       |                                                                                                |                                                    |
| NHEi (chất đối vận kênh trao đổi Na-H)              | dopamine                                                                  | tăng bài tiết Na+                                                                              | 2. ống lượn gần                                    |
| CAI (chất ức chế carbonic anhydrase)                | acetazolamide, dorzolamide                                                | ức chế bài tiết H+, từ đó làm tăng bài tiết Na+ và K+                                          | 2. ống lượn gần                                    |
| Thuốc lợi tiểu thẩm thấu                            | glucose (trong tiểu đường), mannitol                                      | Tăng nồng độ thẩm thấu của dịch lọc, từ đó kéo nước vào lòng ống thận                          | 2. ống lượn gần, cành xuống quai Henle             |
| Thuốc lợi tiểu quai                                 | bumetanide, ethacrynic acid, furosemide, torsemide                        | Ức chế kênh NKCC2                                                                              | 3. cành lên dày quai Henle                         |
| Thiazides                                           | bendroflumethiazide, hydrochlorothiazide                                  | Ức chế kênh NCC                                                                                | 4. ống lượn xa                                     |
| Thuốc lợi tiểu giữ kali                             | amiloride, spironolactone, eplerenone, triamterene, potassium canrenoate. | có hai loại thuốc lợi tiểu giữ Kali - chất ức chế kênh ENaC - chất đối vận thụ thể Aldosterone | 5. ống góp vỏ                                      |
| AVPR2 (chất đối vận thụ thể Arginine vasopressin 2) | amphotericin B, lithium                                                   | ức chế hoạt động của ADH                                                                       | 5. ống góp                                         |
| Aquaretics                                          | tolvaptan, conivaptan                                                     | ức chế cạnh tranh với ADH                                                                      | 5. ống góp                                         |
| Xanthines                                           | caffeine, theophylline, theobromine                                       | Ức chế tái hấp thu Na+, giảm độ lọc cầu thận                                                   |                                                    |

Caffeine vừa có tác dụng thuốc lợi tiểu vừa lợi natri niệu,  nhưng tác dụng này mờ dần khi tiêu thụ lâu dài.   

## Tác dụng phụ
Các tác dụng phụ chính của thuốc lợi tiểu là giảm thể tích máu, hạ kali máu, tăng kali máu, hạ natri máu, kiềm chuyển hóa, toan chuyển hóa và tăng axit uric máu. 
| Adverse effect                  | Diuretics                                    | Symptoms                                                                                                 |
| ------------------------------- | -------------------------------------------- | --- |
| giảm thể tích máu (hypovolemia) |                                              | - mệt mỏi - khát - chuột rút - hạ huyết áp                                                               |
| hạ kali máu (hypokalemia)       | - acetazolamides - lợi tiểu quai - thiazides | - yếu cơ - liệt - rối loạn nhịp tim                                                                      |
| tăng kali máu                   | - amilorides - triamterenes - spironolactone | - rối loạn nhịp tim - chuột rút - liệt                                                                   |
| hạ natri máu                    | - thiazides - furosemides                    | - triệu chứng ở hệ thần kinh trung ưng - hôn mê                                                          |
| kiềm chuyển hóa                 | - lợi tiểu quai - thiazides                  | - rối loạn nhịp tim - triệu chứng ở hệ thần kinh trung ưng                                               |
| toan chuyển hóa                 | - acetazolamides - amilorides - triamterene  | - thở Kussmaul - yếu cơ - triệu chứng thần kinh - hôn mê - động kinh - ngẩn ngơ                          |
| tăng calci máu                  | - thiazides                                  | - gút - vôi hóa - mệt mỏi - sầu - lú lẫn - chán ăn - buồn nôn - nôn ói - táo bón - viêm tụy - tiểu nhiều |
| tăng uric máu                   | - lợi tiểu quai - thiazides                  | - gút |